# Ristjärnen (Degerfors socken, Västerbotten, 713760-165768)
Ristjärnen är en sjö i Vindelns kommun i Västerbotten och ingår i Umeälvens huvudavrinningsområde. Sjön har en area på 0,157 kvadratkilometer och ligger 278 meter över havet. Ristjärnen ligger i Åtmyrberget Natura 2000-område. Sjön avvattnas av vattendraget Kvarnbäcken.

## Delavrinningsområde
Ristjärnen ingår i det delavrinningsområde (713807-165891) som SMHI kallar för Mynnar i Umeälvens vattendragsyta. Medelhöjden är 260 meter över havet och ytan är 13,68 kvadratkilometer. Det finns inga avrinningsområden uppströms utan avrinningsområdet är högsta punkten. Kvarnbäcken som avvattnar avrinningsområdet har biflödesordning 2, vilket innebär att vattnet flödar genom totalt 2 vattendrag innan det når havet efter 105 kilometer. Avrinningsområdet består mestadels av skog (81 procent) och sankmarker (14 procent). Avrinningsområdet har 0,16 kvadratkilometer vattenytor vilket ger det en sjöprocent på 1,1 procent.